# Estación Arroyo Corto
Arroyo Corto es una estación ferroviaria ubicada en la localidad del mismo nombre, en el partido de Saavedra, Provincia de Buenos Aires, Argentina a 524 km al suroeste de la estación Constitución.

## Servicios
Por sus vías corren trenes de carga de la empresa Ferroexpreso Pampeano.